# 艾格曼任氏鱂
艾格曼任氏鱂為輻鰭魚綱鯉齒目四眼魚科的其中一種，分布於南美洲巴西的淡水流域，棲息在中底層水域。

## 擴展閱讀
維基物種上的相關：艾格曼任氏鱂